# Передня Померанія-Грайфсвальд
Передня Померанія-Грайфсвальд (нім. Vorpommern-Greifswald) — район у Німеччині, на північному сході федеральної землі Мекленбург-Передня Померанія. Адміністративний центр — місто Грайфсвальд.

## Населення
Населення району становить 235 773 осіб (станом на 31 грудня 2020).

## Адміністративний поділ
Район складається з п'яти самостійних міст і однієї самостійної громади, а також 134 міст і громад (нім. Gemeinden), об'єднаних в 13 об'єднань громад (нім. Ämter).
Дані про населення наведені станом на 31 грудня 2020. Зірочками (*) позначені центри об'єднань громад.
Самостійні міста і громади:
1. Анклам, місто (12288)
2. Герінгсдорф (8443)
3. Грайфсвальд, місто (59282)
4. Пазевальк, місто * (9948)
5. Штрасбург, місто (4553)
6. Юкермюнде, місто (8472)

Об'єднання громад:
| - 1. Ам-Пенестром (15326) 1. Буггенгаген (210) 2. Вольгаст (місто) * (11840) 3. Зауцин (434) 4. Круммін (244) 5. Лассан (місто) (1468) 6. Лютов (428) 7. Цеміц (702) - 2. Ам-Штеттінер-Гафф (10349) 1. Альбек (582) 2. Альтварп (452) 3. Гінтерзее (318) 4. Грамбін (424) 5. Еггезін (місто) * (4711) 6. Леопольдсгаген (624) 7. Ліпгартен (774) 8. Луков (572) 9. Любс (339) 10. Маєрсберг (420) 11. Менкебуде (773) 12. Фогельзанг-Варзін (360) - 3. Анклам-Ланд (9484) 1. Баргішов (286) 2. Блезевіц (242) 3. Больдеков (660) 4. Бугевіц (232) 5. Бутцов (434) 6. Духеров (2421) 7. Зарнов (390) 8. Іфен (180) 9. Крін (661) 10. Крузенфельде (154) 11. Медов (486) 12. Нетцов-Ліпен (807) 13. Ноєнкірхен (215) 14. Ной-Козенов (473) 15. Постлов (296) 16. Россін (167) 17. Шпантеков * (1105) 18. Штольпе-ан-дер-Пене (275) - 4. Ярмен-Тутов (6723) 1. Альт-Теллін (407) 2. Бенцин (848) 3. Даберков (339) 4. Круков (665) 5. Тутов (1027) 6. Фельшов (496) 7. Ярмен (місто) * (2941) | - 5. Ландгаген (10615) 1. Беренгофф (833) 2. Вайтенгаген (2020) 3. Вакеров (1496) 4. Гінріхсгаген (924) 5. Даргелін (362) 6. Дерзеков (1096) 7. Дідріхсгаген (Невірний параметр metadata 13075028) 8. Лефенгаген (423) 9. Мезекенгаген (1070) 10. Ноєнкірхен * (2391) - 6. Лекніц-Пенкун (10399) 1. Берггольц (320) 2. Бланкензе (551) 3. Бок (572) 4. Глазов (150) 5. Грамбов (853) 6. Краков (625) 7. Лекніц * (3255) 8. Надрензе (330) 9. Пенкун (місто) (1765) 10. Плевен (268) 11. Рамін (665) 12. Россов (447) 13. Ротенклемпенов (598) - 7. Лубмін (10419) 1. Брюнцов (658) 2. Вустерузен (1100) 3. Гансгаген (895) 4. Катцов (591) 5. Кемніц (1150) 6. Креслін (1756) 7. Лойссін (797) 8. Лубмін * (2108) 9. Ной-Больтенгаген (570) 10. Рубенов (794) - 8. Пенеталь/Лойц (5990) 1. Гермін (882) 2. Зассен-Трантов (846) 3. Лойц (місто) * (4262) - 9. Торгелов-Фердінандсгоф (13908) 1. Альтвігсгаген (388) 2. Вільгельмсбург (749) 3. Гаммер-ан-дер-Юкер (464) 4. Гайнріхсвальде (401) 5. Ротемюль (297) 6. Торгелов (місто) * (8972) 7. Фердінандсгоф (2637) | - 10. Юкер-Рандов-Таль (7010) [Центр: Пазевальк] 1. Брітциг (195) 2. Грос-Луков (199) 3. Кобленц (202) 4. Кругсдорф (456) 5. Ніден (158) 6. Папендорф (214) 7. Польцов (248) 8. Рольвіц (903) 9. Фаренвальде (270) 10. Фірек (1020) 11. Церрентін (468) 12. Шенвальде (438) 13. Яцнік (2239) - 11. Узедом-Норд (9442) 1. Карлсгаген (3219) 2. Мельшов (779) 3. Пенемюнде (349) 4. Трассенгайде (937) 5. Цинновіц * (4158) - 12. Узедом-Зюд (11666) 1. Бенц (1118) 2. Гарц (280) 3. Дарген (576) 4. Каммінке (249) 5. Козеров (1703) 6. Корсвандт (585) 7. Лоддін (991) 8. Меллентін (461) 9. Пудагла (499) 10. Ранквіц (549) 11. Узедом (місто) * (1747) 12. Цемпін (962) 13. Цирхов (570) 14. Штольпе-ауф-Узедом (367) 15. Юкеріц (1009) - 13. Цюссов (11456) 1. Банделін (531) 2. Врангельсбург (235) 3. Грібов (138) 4. Грос-Кізов (1271) 5. Грос-Польцин (400) 6. Гюцков (місто) (2967) 7. Карлсбург (Невірний параметр metadata 13075057) 8. Кляйн-Бюнцов (673) 9. Люманнсдорф (Невірний параметр metadata 13075086) 10. Мурхін (760) 11. Рубков (614) 12. Цитен (440) 13. Цюссов * (1306) 14. Шматцин (280) |